# Цзянши
Цзянши (кит. трад. 殭屍, упр. 僵尸, пиньинь jiāngshī), также известный как китайский «подпрыгивающий» вампир — тип ожившего трупа в китайском фольклоре. «Цзянши» читается как кён-си в кантонском. Он обычно изображается как окостеневшее тело, одетое в официальные облачения династии Цин, которое передвигается прыжками, вытянув вперёд руки. Цзянши убивает живых существ, обычно ночью, чтобы поглотить их ци, или жизненную силу, тогда как днём он отдыхает в гробу или прячется в тёмных местах, таких как пещеры. Легендами о Цзянши вдохновлён жанр фильмов и литературы о цзянши в Гонконге и Восточной Азии.

## Появление
Учёный времён династии Цин Цзи Сяолань упоминает в своей книге Юэвэй цаотан бицзи (閱微草堂筆記), что причины оживления тела могут быть отнесены к одной из двух категорий: возвращённый к жизни недавно умерший человек, или же тело, которое было похоронено давно, но не разложилось. Ниже описаны некоторые случаи:
- Использование сверхъестественных умений, чтобы оживить мёртвого.
- Вселение духа в мёртвое тело.
- Тело поглощает достаточно Ци Ян, чтобы вернуться к жизни.
- Тело человека управляется тремя хунь и семью по. Учёный Юань Мэй из империи Цин писал в своей книге О чём не говорил Конфуций, что «хунь человека добрый, но его по злой; его хунь умный, но его по не столь хорош». Хунь покидает тело после смерти, и по берёт контроль над телом, поэтому мертвец становится цзянши.
- Мертвец не погребён даже после проведения похоронного обряда. Тело возвращается к жизни после того, как в него ударила молния, или когда беременная кошка (чёрная кошка в некоторых сказках) перепрыгнет через гроб.
- Когда душа человека не может покинуть тело усопшего, из-за неправильной смерти, самоубийства или желания причинять проблемы[2][3].
- Раненый цзянши человек заражается «вирусом цзянши» и со временем постепенно превращается в цзянши, как показано в фильмах Mr. Vampire.

## Внешний вид

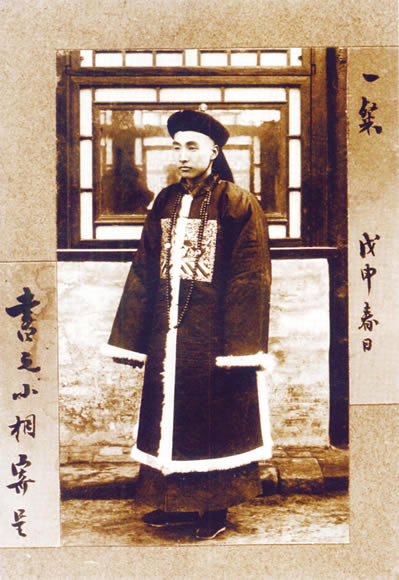
Официальная форма мандарина династии Цин, в которой обычно изображают цзянши

В целом внешний вид цзянши может колебаться от обыкновенного (как в случае с недавно умершим человеком) до устрашающего (гниющая плоть, трупное окоченение, как в случае с телами, которые долгое время находились в состоянии разложения). Китайский иероглиф «цзян» (僵) в «цзянши» буквально означает «твёрдый» или «жёсткий». Считается, что цзянши настолько твёрдые, что не могут сгибать свои конечности и тело, а потому должны передвигаться прыжками с вытянутыми для подвижности руками. В популярной культуре цзянши изображаются с приклеенным ко лбу и свисающим перед лицом бумажным амулетом с опечатывающим заклятием и одетыми в форменную, похожую на пальто мантию и высокую шапку с ободом сверху, характерные для мандаринов империи Цин. Отличительный признак цзянши — это зеленовато-белая кожа, по одной теории получающаяся из-за растущих на трупах грибах и плесени. О цзянши говорится, что их голова закрыта длинными белыми волосами, и что они могут вести себя как животные. В нынешние времена под влиянием западных вампирских историй в китайский миф о цзянши привнесена кровососущая сторона, сочетающаяся с представлением о голодном призраке, хотя традиционно цзянши питаются исключительно ци живых людей, чтобы поддерживать своё существование и становиться более могущественными.

## Приёмы и предметы для противодействия цзянши
- Зеркала: В медицинской книге Ли Шичжэня Бэньцао ганму говорится, что «Зеркало есть сущность жидкого металла. Оно тёмное снаружи, но светлое внутри» (鏡乃金水之精，內明外暗。). Также говорится, что цзянши пугаются собственного отражения.
- Предметы, сделанные из персикового дерева: В Цзинчу суйши цзи (荊楚歲時記) говорится, что «Персик есть сущность Пяти Элементов. Он может подчинять злые ауры и отпугивать злых духов» (桃者，五行之精，能厭服邪氣，制御百鬼。).
- Крик петуха: В книге Юань Мэя О чём не говорил Конфуций говорится, что «Злые духи отступают, когда слышат крик петуха» (鬼聞雞鳴即縮。), потому что петух обычно кукарекает вместе с восходом солнца.
- Семена китайского финика: в О чём не говорил Конфуций говорится «Прибейте гвоздями семь семян финика в аккупунктурные точки на спине трупа» (棗核七枚，釘入屍脊背穴。).
- Огонь: в О чём не говорил Конфуций говорится: «Если поджечь, то кровь хлынет, а кости закричат» (放火燒之，嘖嘖之聲，血湧骨鳴。).
- Копыта чёрного осла: упоминается в фантастическом романе «Свеча в гробнице» Чжана Муе.
- Уксус: упоминался коронерами восточной Фуцзяни
- Знак восьми триграмм
- Книга Перемен
- «Книга проникновения» Чжоу Дуньи
- Клейкий рис, рисовая солома
- Адзуки
- Колокольчик
- Нить, пропитанная отваром из чёрных чернил, крови курицы и сожжённого амулета
- Кровь чёрной собаки
- Долото каменщика
- Топор
- Метла
- Задержка дыхания
- Даосский талисман, прикреплённый к голове цзянши, чтобы обездвижить его на то время, пока он прочно прикреплён
- Если уронить кошелёк с монетами, то цзянши может начать пересчитывать рассыпавшиеся монеты.

## Истории происхождения
Предполагаемым источником историй о цзянши стал народный обычай «перевозить труп через тысячу ли» (кит. трад. 千里行屍, упр. 千里行尸, пиньинь qiān lǐ xíng shī). Родственники умершего далеко от дома человека не могли позволить себе транспортное средство, чтобы перевезти покойника домой для похорон, поэтому они нанимали даосского священника, чтобы он провёл обряд по его оживлению и научил его как «допрыгать» обратно домой. Священники перевозили покойников только ночью и звенели в колокольчики, чтобы уведомить всех в округе о своём присутствии, потому что увидеть цзянши для живого человека считалось плохим предзнаменованием. Эта практика, также называлаемая Сянси ганьши (кит. трад. 湘西趕屍, упр. 湘西赶尸, пиньинь Xiāngxī gǎn shī), то есть буквально «везти трупы в Сянси», была популярна в Сянси, где многие покидали свой родной город, чтобы работать в другом месте. После их смерти их тела везли обратно в родной город, потому что считалось, что если они будут похоронены в незнакомом месте, то их души будут тосковать по дому. Тела ставили вертикально в одну цепь и связывали с длинными бамбуковыми шестами по сторонам, а два человека (один спереди, а другой сзади) шли, неся на своих плечах концы шестов. Когда бамбуковые шесты изгибались вверхи и вниз, издалека это выглядело так, словно тела подпрыгивают в унисон.
Два устных свидетельства о перевозке тел включены в The Corpse Walker Ляо Иу. В одном описывается, как тела переносились командой из двух человек. Один нёс тело на своей спине, и их обоих покрывал большой халат, а сверху была траурная маска. Второй человек шёл спереди с фонарём и предупреждал своего товарища о препятствиях впереди него. Фонарь использовался для того, чтобы указывать путь носильщику тела, потому что накрывавший его халат мешал ему видеть. В свидетельствах из книги предполагается, что тела переносились ночью, чтобы избегать контактов с людьми, и потому что более прохладный воздух лучше подходил для транспортировки тел.
Некоторые предполагают, что истории о цзянши изначально были выдуманы контрабандистами, которые маскировали свою незаконную деятельность под транспортировку тел и хотели отпугнуть офицеров правопорядка.
Их современное визуальное представление как устрашающих цинских чиновников может происходить из антиманчжурских и антицинских настроений китайского населения во время династии Цин, так как в чиновниках видели бездушных и кровожадных созданий.
В китайской архитектуре по фэншуй есть распространённое представление, что порог (кит. трад. 門檻, упр. 门槛, пиньинь ménkǎn), кусок дерева высотой примерно 15 сантиметров, должен быть установлен снизу по ширине двери, чтобы помешать цзянши войти в дом.